# Jan Jarmusiewicz
Jan Jarmusiewicz (ur. 1781 w Woli Żarczyckiej, zm. 5 sierpnia 1844 w Zaczerniu) – polski teoretyk muzyki i budowniczy instrumentów, ksiądz katolicki.

## Życiorys
Pochodził z rodziny chłopskiej. Ukończył szkołę w Leżajsku, już w trakcie nauki wykazywał uzdolnienia muzyczne, grał na skrzypcach i śpiewał. Należał do parafialnego chóru. W 1798 roku ukończył gimnazjum w Rzeszowie, po czym podjął pracę jako kancelista w Leżajsku. Następnie uczył prywatnie muzyki w domu barona Bessa, starosty rzeszowskiego w Żyznowie. Dzięki pomocy Bessa rozpoczął studia filozoficzne na Uniwersytecie Lwowskim, niespodziewana śmierć patrona uniemożliwiła mu wyjazd na dalsze studia do Wiednia. Przez pewien czas był guwernerem w Kamieńcu Podolskim, następnie podjął naukę na Wydziale Teologicznym Uniwersytetu Lwowskiego. W 1807 roku przyjął święcenia kapłańskie. Pracował jako wikary, szkolny katecheta i nauczyciel języka francuskiego. Następnie został kapelanem biskupa Antoniego Gołaszewskiego w Przemyślu, gdzie kierował kapelą katedralną i założył szkołę organistów. Pełnił funkcję proboszcza w Wojutyczach (1811), Przybyszówce (1814) i Zaczerniu (1823). Jako proboszcz uczył chłopów rolnictwa i gospodarowania oraz stosowania maszyn rolniczych własnej konstrukcji. Wydał drukiem własne Mowy do ludu wiejskiego (Wiedeń 1841, Lwów 1853), w których propagował idee solidaryzmu. Zajmował się malarstwem, dla ołtarza kościoła w Zaczerniu namalował obraz przedstawiający Narodzenie NMP. W 1842 roku został członkiem Galicyjskiego Towarzystwa Muzycznego.
Opublikował pracę Chorał gregoryański rytualny, historycznie objaśniony i na teraźniejsze nuty przełożony (wyd. Warszawa 1834, Lwów 1834), omawiającą historię chorału, notację muzyczną i system skal kościelnych. Był też autorem 4-częściowego, wydanego po polsku z jednoczesnym przekładem na niemiecki, traktatu Nowy system muzyki czyli gruntowne objaśnienie melodyi, harmonii i kompozycji muzykalnej, według zasad dotąd nieznanych (wyd. Warszawa 1843), w którym sformułował zasady harmonii tonalnej oparte na systemie myślenia funkcyjnego. Praca ta ma charakter nowatorski, zawarte w niej teorie wyprzedzają o przeszło 40 lat tezy sformułowane przez Hugo Riemanna. Nie spotkała się jednak z odzewem wśród współczesnych. Traktat Jarmusiewicza wydobył z zapomnienia i docenił jego znaczenie dopiero na początku lat 30. XX wieku Czesław Mayzel-Zawiejski.
Skonstruował instrument muzyczny o nazwie klawiolin, łączący w sobie właściwości fortepianu i skrzypiec. Mechanizm poruszał w nim smyczki w obrębie 5 oktaw, naśladując brzmienie kwartetu smyczkowego. Instrument ten uległ zniszczeniu podczas rabacji galicyjskiej.